# Ramón Margalef (Schiff)
Die Ramón Margalef ist ein Forschungsschiff des spanischen Forschungsinstituts Instituto Español de Oceanografía.

## Geschichte
Das Schiff wurde unter der Baunummer V-079 auf der spanischen Werft Astilleros Armon Vigo gebaut. Die Fertigstellung erfolgte im September 2011. Die Baukosten beliefen sich auf rund 18 Mio. Euro.
Das Schiff ist nach dem katalanischen Wissenschaftler Ramón Margalef benannt. Es wird für die Meeres- und Fischereiforschung insbesondere in spanischen Gewässern eingesetzt.

## Technische Daten und Ausstattung
Das Schiff wird dieselelektrisch angetrieben. Als Antriebsmotoren stehen zwei Indar-Elektromotoren mit jeweils 900 kW Leistung zur Verfügung. Diese wirken auf zwei Festpropeller. Das Schiff ist mit einem elektrisch mit 160 kW Leistung angetriebenen Bugstrahlruder und einem elektrisch mit 90 kW Leistung angetriebenen Heckstrahlruder ausgestattet. Das Schiff verfügt über ein System zur dynamischen Positionierung.
Für die Stromerzeugung für die Antriebsmotoren und die Versorgung des Bordnetzes stehen vier Dieselgeneratorsätze zur Verfügung. Drei der Leroy-Somer-Generatoren werden von jeweils einem Guascor-Dieselmotor mit 846 kW Leistung (1058 kVA Scheinleistung) angetrieben. Ein weiterer Leroy-Somer-Generator, der als Hafengenerator dient, wird von einem Guascor-Dieselmotor mit 200 kW Leistung (250 kVA Scheinleistung) angetrieben. Weiterhin steht ein von einem Guascor-Dieselmotor mit 44 kW Leistung angetriebener Leroy-Somer-Generator (55 kVA Scheinleistung) als Notgenerator zur Verfügung.
An Bord stehen vier Labore zur Verfügung. Das Schiff ist für die Fischereiforschung mit einer Heckaufschleppe ausgerüstet. Für das Schleppen von wissenschaftlichen Geräten bzw. Netzen stehen mehrere Winden, für Netze zwei Netztrommeln zur Verfügung.
Das Schiff ist mit mehreren Hebewerkzeugen ausgerüstet, darunter ein Heckgalgen, der 10 t heben kann, sowie ein klappbarer Ausleger auf der Steuerbordseite, der 5 t heben kann. Auf dem Achterschiff ist ein Hydraulikkran installiert.
An Forschungsgeräten stehen unter anderem Echolot, Sonar und verschiedene Messgeräte zur Verfügung. Im Rumpf ist es mit einem ausfahrbaren Instrumentenhalter ausgestattet. Das Schiff ist für den Einsatz eines ROV eingerichtet. An Deck können 10- bzw. 20-Fuß-Container mitgeführt werden.
Das Schiff kann rund zehn bis zwölf Tage auf See bleiben. Es erfüllt die Vorgaben des International Council for the Exploration of the Sea in Bezug auf das Emittieren von Unterwasserschall (ICES 209).